# Snifit
Snifit is een personage uit de Mariospellen.

## Beschrijving
Snifit is een Shy Guy met een paar uitzonderingen. Zo loopt hij ook rond in een kamerjas, maar draagt hij een zwart masker met witte ogen en een ronde mond waarmee hij zwarte kogels naar Mario kan spuwen. Dat masker is nooit afgevallen. Snifit verscheen voor het eerst in Super Mario Bros. 2, waarin hij een vijand was. Dit was ook zo in Super Mario World 2: Yoshi's Island, Super Mario 64, Mario Kart: Super Circuit, Super Mario 64 DS, Mario vs. Donkey Kong 2: March of the Minis en Mario & Luigi: Bowser's Inside Story. In Super Mario 64 en Super Mario 64 DS zijn er vliegende Snifits genaamd Snufit. Deze waren ook te zien in Mario & Luigi: Bowser's Inside Story. In Mario vs. Donkey Kong 2: March of the Minis zijn er Mini-Snifits.